# Dębiny (województwo podkarpackie)
Dębiny – wieś w Polsce położona w województwie podkarpackim, w powiecie lubaczowskim, w gminie Narol}.
| SIMC    | Nazwa      | Rodzaj    |
| ------- | ---------- | --------- |
| 0606725 | Trzy Kopce | część wsi |

W latach 1975–1998 miejscowość administracyjnie należała do województwa przemyskiego.
Wierni Kościoła rzymskokatolickiego należą do parafii św. Andrzeja Apostoła w Lipsku.